# Kacperków
Kacperków – wieś w Polsce położona w województwie mazowieckim, w powiecie przysuskim, w gminie Potworów,przy drodze krajowej nr 48.
| SIMC    | Nazwa       | Rodzaj    |
| ------- | ----------- | --------- |
| 0632378 | Pieńki      | część wsi |
| 0632384 | Wypaleniska | część wsi |
| 0632303 | Zachatka    | część wsi |

W latach 1975–1998 wieś administracyjnie należała do województwa radomskiego.
Wierni kościoła rzymskokatolickiego należą do parafii św. Doroty w Potworowie.